# Nina Caprez
Nina Caprez (* 15. November 1986 in Küblis, Prättigau, Kanton Graubünden) ist eine Schweizer Sportkletterin und ehemalige Wettkampfkletterin.

## Karriere
Nina Caprez ist in Rätikon aufgewachsen und wurde in ihrer Jugend ein Mitglied beim Schweizer Alpen-Club (SAC). Mit siebzehn Jahren begann sie zu klettern. 2005 wurde Nina Caprez in das Schweizer Nationalteam berufen. Für internationales Aufsehen sorgte sie, als sie bei ihrer ersten Weltcupteilnahme in Puurs (Belgien) direkt ins Halbfinale vorstoßen konnte. Im Jahr 2006 konnte sie dann die Schweizer Kletterszene dominieren und sich den nationalen Meistertitel sowohl im Lead als auch im Speed holen. Nachdem sie sich 2007 mehr auf das Bouldern konzentriert hatte, trat sie 2008 wieder in allen Disziplinen an und konnte mit zwei ersten Plätzen im Swiss Climbing Cup gleich Erfolge landen.
Am Fels gelangen ihr zahlreiche Sportkletterrouten bis zum französischen Schwierigkeitsgrad 8c+ (5.14c), außerdem alpine Routen bis zum Grad 8c (5.14b). Zu diesen gehört unter anderem die Acht-Seillängen-Tour Ali Baba in Aiglun in Südfrankreich oder die dritte Begehung der Fünf-Seillängen-Route Délicatessen auf Korsika zusammen mit Cédric Lachat. Im Juli 2011 gelang es ihr als erste Frau, Beat Kammerlanders Route Silbergeier (8b+) an der Vierten Kirchlispitze zu klettern. Zusammen mit Barbara Zangerl war sie 2015 in der Unendlichen Geschichte (X+/8b+) erfolgreich. 2019 gelang ihr im Klettergebiet Verdonschlucht die von Cristophe Froifond eingerichteten 12-Seillängen Technoroute Mingus frei zu klettern. Im Frühling 2020 kletterte sie zusammen mit Cédric Lachat die Route WoGü (8c) in Rätikon. Im Sommer 2020 gelang ihr die Rotpunktbegehung ihrer Route Merci la Vie (8a) am Genfer Pfeiler in der Eiger-Nordwand. Die schwierigsten Sportkletterrouten, die sie geklettert hat, sind Hélix (8c+) in Pic St. Loup und Mind Control (8c+) in Oliana. 2023 erkletterte sie als erste Frau die Yeah Man route (8b+) in den Gastlosen frei.

## Erfolge
- 1. Swiss Climbing Cup SCC (B) – Greifensee 28. März 2009
- 1. Swiss Climbing Cup SCC (L) – Schaffhausen 16. August 2008
- 17. Lead: IFSC Climbing Worldcup (S+L) – Chamonix (FRA) 12. Juli 2008
- 7. Bouldering: IFSC Climbing Worldcup (B) – Montauban (FRA) 4. Juli 2008
- 8. Bouldering: IFSC Climbing Worldcup (B) – Fiera di Primiero (ITA) 14. Juni 2008
- 3. Swiss Climbing Cup SCC (B) – Grindelwald 24. Mai 2008
- 2. Swiss Climbing Cup SCC (L) – Greifensee 17. Mai 2008
- 1. Swiss Climbing Cup SCC (B) – Brig 2008 26. April 2008
- 1. Swiss Climbing Cup Boulder – Leysin 8. September 2007
- 3. Bouldering: Swiss Master Outdoor Games – Interlaken (SUI) 30. Juni 2007
- 1. Schweizer Meisterschaft (SCC) Speed – Zürich 7. Oktober 2006
- 1. Schweizer Meisterschaft (SCC) Lead – Schlieren 17. Juni 2006
- 1. Swiss Climbing Cup Bouldern – Grindelwald 5. Juni 2006